# Jörg Bruchertseifer
Jörg Bruchertseifer (* 1964) ist ein deutscher Ingenieur. Er ist Fachreferent Fahrgastinformation des Fahrgastverbands Pro Bahn und war von 2012 bis 2020 Mitglied des Bundesvorstandes. Von 2012 bis 2016 führte er den Verband als Bundesvorsitzender.

## Leben
Jörg Bruchertseifer ist von Beruf Diplomingenieur und lebt in Augsburg.
Im Jahr 2012 wurde er zum Nachfolger von Karl-Peter Naumann als Bundesvorsitzender vom Fahrgastverband Pro Bahn gewählt. Bruchertseifer erklärte bei seiner Wahl, er wolle den Schwerpunkt seiner Amtszeit auf durchgehende Reiseketten „insbesondere … im direkten Vergleich zum Auto“ legen. Im Jahre 2014 wurde er wiedergewählt, obwohl es im Vorfeld eine medial geführte Auseinandersetzung mit den Landesverbänden Berlin/Brandenburg und Rheinland-Pfalz/Saarland gegeben hatte. Beim Bundesverbandstag 2016 kandidierte Bruchertseifer nicht mehr als Bundesvorsitzender; zu seinem Nachfolger wurde Detlef Neuß gewählt. Er gehörte als Stellvertreter bis 2020 weiterhin dem Vorstand an. Bei der Vorstandswahl 2020 trat er nicht mehr an, blieb bei Pro Bahn jedoch als Fachreferent für die Bereiche Fahrgastinformation und Südosteuropaverkehre aktiv.
Als Bundesvorsitzender äußerte er sich kritisch zur Tarifstruktur der Bahn. Er sprach sich 2014 für eine stärkere Videoüberwachung der Bahnhöfe aus, um das „Sicherheitsgefühl der Fahrgäste“ zu erhöhen, sowie für eine Entkriminalisierung von zahlungswilligen Kunden.

## Sonstiges
Von 1996 bis 2016 betrieb Jörg Bruchertseifer den Nahverkehrswegweiser, eine Online-Übersicht über Auskunftsmöglichkeiten deutscher und europäischer Nahverkehrsunternehmen und -verbünde. Ergänzt wurde das Online-Verzeichnis durch Verweise zu Aufgabenträgern, Gebietskörperschaften sowie mit Tipps für die Planung von Reisen mit öffentlichen Verkehrsmitteln.